# San Nicola la Strada
San Nicola la Strada ist eine italienische Gemeinde (comune) mit 22.071 Einwohnern (Stand 31. Dezember 2023) in der Provinz Caserta in Kampanien. Der Ort liegt etwa zwei Kilometer südlich von Caserta und etwa 25 Kilometer nordöstlich von Neapel entfernt.

## Name des Ortes
Der Name des Ortes leitet sich einerseits von Bischof Nikolaus von Myra und der durch das Gemeindegebiet führenden Via Appia Antica (la strada) ab. Dies wird auch in dem Wappen deutlich, das die Via Appia zeigt. Nicht weit von hier finden sich die Siedlungsreste der historischen Stadt Calatia.

## Verkehr
Der Ort wird von der Autostrada A1 gestreift. Durch den Ort selbst führt neben der Via Appia auch die Strada Statale 87 von Caserta nach Neapel.

## Persönlichkeiten
- Rosa Feola (* 1986), Opernsängerin (Sopran)